# Municipio de Clay (condado de Butler, Kansas)
El municipio de Clay (en inglés: Clay Township) es un municipio ubicado en el condado de Butler en el estado estadounidense de Kansas. En el año 2010 tenía una población de 70 habitantes y una densidad poblacional de 0,74 personas por km².

## Geografía
El municipio de Clay se encuentra ubicado en las coordenadas 37°31′45″N 96°46′46″O / 37.52917, -96.77944. Según la Oficina del Censo de los Estados Unidos, el municipio tiene una superficie total de 94.51 km², de la cual 94,37 km² corresponden a tierra firme y (0,14 %) 0,13 km² es agua.

## Demografía
Según el censo de 2010, había 70 personas residiendo en el municipio de Clay. La densidad de población era de 0,74 hab./km². De los 70 habitantes, el municipio de Clay estaba compuesto por el 100 % blancos. Del total de la población el 0 % eran hispanos o latinos de cualquier raza.